# Tournoi d'Amérique du Nord, centrale et Caraïbe de football des moins de 17 ans 2001
 (septembre 2018).
Si vous disposez d'ouvrages ou d'articles de référence ou si vous connaissez des sites web de qualité traitant du thème abordé ici, merci de compléter l'article en donnant les références utiles à sa vérifiabilité et en les liant à la section « Notes et références ».
Navigation
El Salvador/Jamaïque 1999 Guatemala/Canada 2003
Le Tournoi d'Amérique du Nord, centrale et Caraïbe de football des moins de 17 ans 2001 est la dixième édition du Championnat d'Amérique du Nord, centrale et Caraïbe de football des moins de 17 ans, qui se déroule aux États-Unis et au Honduras, du 18 avril au 6 mai 2001.

## Groupe A
Les matchs du groupe A se déroulent du 18 au 22 avril 2001 au Hermann Stadium de Saint-Louis aux États-Unis,.
La sélection américaine remporte son groupe et se qualifie pour le Mondial.

### Classement
| Rang | Équipe     | Pts | J | G | N | P | Bp | Bc | Diff |
| ---- | ---------- | --- | - | - | - | - | -- | -- | ---- |
| 1    | États-Unis | 9   | 3 | 3 | 0 | 0 | 10 | 3  | +7   |
| 2    | Canada     | 4   | 3 | 1 | 1 | 1 | 6  | 5  | +1   |
| 3    | Salvador   | 4   | 3 | 1 | 1 | 1 | 4  | 5  | -1   |
| 4    | Jamaïque   | 0   | 3 | 0 | 0 | 3 | 1  | 8  | -7   |

### Matchs
| 18-04-2001 | Canada | 1 - 1 | Salvador | St. Louis, États-Unis |  |
|            |        |       |          |                       |  |

| 18-04-2001 | États-Unis | 2 - 1 | Jamaïque | St. Louis, États-Unis |  |
|            |            |       |          |                       |  |

| 20-04-2001 | Salvador | 3 - 0 | Jamaïque | St. Louis, États-Unis |  |
|            |          |       |          |                       |  |

| 20-04-2001 | États-Unis | 4 - 2 | Canada | St. Louis, États-Unis |  |
|            |            |       |        |                       |  |

| 22-04-2001 | Canada | 3 - 0 | Jamaïque | St. Louis, États-Unis |  |
|            |        |       |          |                       |  |

| 22-04-2001 | États-Unis | 4 - 0 | Salvador | St. Louis, États-Unis |  |
|            |            |       |          |                       |  |

## Groupe B

### Classement
| Rang | Équipe     | Pts | J | G | N | P | Bp | Bc | Diff |
| ---- | ---------- | --- | - | - | - | - | -- | -- | ---- |
| 1    | Costa Rica | 7   | 3 | 2 | 1 | 0 | 3  | 1  | +2   |
| 2    | Mexique    | 4   | 3 | 1 | 1 | 1 | 8  | 2  | +6   |
| 3    | Haïti      | 3   | 3 | 1 | 0 | 2 | 2  | 9  | -7   |
| 4    | Honduras   | 2   | 3 | 0 | 2 | 1 | 3  | 4  | -1   |

### Matchs
| 02-05-2001 | Costa Rica | 1 - 0 | Mexique | San Pedro Sula, Honduras |  |
|            |            |       |         |                          |  |

| 02-05-2001 | Honduras | 1 - 2 | Haïti | San Pedro Sula, Honduras |  |
|            |          |       |       |                          |  |

| 04-05-2001 | Haïti | 0 - 7 | Mexique | San Pedro Sula, Honduras |  |
|            |       |       |         |                          |  |

| 04-05-2001 | Honduras | 1 - 1 | Costa Rica | San Pedro Sula, Honduras |  |
|            |          |       |            |                          |  |

| 06-05-2001 | Costa Rica | 1 - 0 | Haïti | San Pedro Sula, Honduras |  |
|            |            |       |       |                          |  |

| 06-05-2001 | Honduras | 1 - 1 | Mexique | San Pedro Sula, Honduras |  |
|            |          |       |         |                          |  |

## Les qualifiés pour la Coupe du monde
Il s'agit des deux pays qualifiés de la zone CONCACAF pour la Coupe du monde de football des moins de 17 ans 2001, à Trinité-et-Tobago : 
- Costa Rica
- États-Unis